# Diplacrum capitatum
Diplacrum capitatum är en halvgräsart som först beskrevs av Carl Ludwig von Willdenow, och fick sitt nu gällande namn av Johann Otto Boeckeler. Diplacrum capitatum ingår i släktet Diplacrum och familjen halvgräs. Inga underarter finns listade i Catalogue of Life.